# كيوكا
كيوكا للروبوتات (بالألمانية: KUKA Roboter) هي شركة ألمانية رائدة تنتج الروبوتات الصناعية المستخدمة في مجموعة متنوعة من الصناعات—من السيارات و صناعات المعادن إلى المواد الغذائية والمواد البلاستيكية. لشركة كوكا للروبوتات أكثر من 20 فرع في جميع أنحاء العالم، من بينها : الولايات المتحدة، المكسيك، البرازيل، اليابان، كوريا، تايوان، الهند، وتقريبا جميع البلدان الأوروبية. في عام 2016م، استحوذت شركة ميديا جروب الصينية لتصنيع الأجهزة على الشركة.
اسم الشركة، KUKA، هو اختصار لـ Keller und Knappich Augsburg، وفي نفس الوقت هي علامة تجارية مسجلة للروبوتات الصناعية وغيرها من المنتجات التي تنتجها. تأسست الشركة عام 1898 وفي عام 1995 انقسمت إلى كوكا للروبوتات وشركة KUKA Schweißanlagen GmbH(التي هي الآن شركة أنظمة كوكاKUKA Systems GmbH). ويقع مقر الشركة في اوغسبورغ، ألمانيا. الشركة تنتمي إلى KUKA AG المساهمة العامة (مجموعة IWKA سابقاً).
في عام 1973 كوكا أنتجت أول روبوت صناعي في العالم وكان روبوت بستة محاور الكتروميكانيكية مدفوعة، والمعروفة باسم فامولاس FAMULUS. اليوم تنتج الشركة روبوتات ذات الأربع والست محاور تتراوح حمولتها بين 3 كغ إلى 1300 كغ، و 350 ملم لتصل إلى 3700 ملم، وروبوتات سكاراذراع آلية تجميعية انتقائيةSCARA وروبوتات التكوير والروبوتات العملاقة والروبوتات الواضحة، كلها يتم التحكم بها بواسطة منصة تحكم حاسوبية.
بحلول عام 2006، شركة كوكا للروبوتات وفروعها أنزلت ما يقارب 80,000 روبوت والشركة قد تصبح واحدة من الشركات الرائدة في السوق في جميع أنحاء العالم في الروبوتات الصناعية. روبوتات كوكا الصناعية تستخدم في عدد من الصناعات—من السيارات والمعادن وصولاً إلى المواد الغذائية والمواد البلاستيكية.
روبوتات كوكا الصناعية تستخدم في الإنتاج من قبل شركات مثل : جنرال موتورز، كرايسلر، فورد، بورش، بي ام دبليو، أودي، مرسيدس بنز، فولكس واجن، فيراري، هارلي ديفيدسون، بوينغ، سيمنز، ايكيا، سواروفسكي، وول مارت، بدويايزر، بي إس ان الطبية فضلا عن شركة كوكا كولا وغيرها.
رئيس كوكا للروبوتات (البروفيسور هنريك كريستنسن) من معهد جورجيا للتكنولوجيا هو أحد مصادر لتطويرات روبوتات كوكا المستقبلية.

## نظام المعلومات
الروبوتات تأتي مع لوحة التحكم التي تحتوي على شاشة عرض بدقة 640 × 480 بكسل وفأرة مدمجة، التي يتم بواسطتها نقل الأذرع وحفظ مواقعها (TouchUp)، أو حيث يتم إنشاء وتعديل الوحدات والوظائف وقوائم البيانات... الخ. من أجل السيطرة على المحاور يدوياً يجب تنشيط إمكانية التبديل على الجزء الخلفي من لوحة التحكم (KCP، أو لوحة كوكا للتحكم KUKAControlPanel) (اليوم فقط يتم هذا عن طريق وظيفة الذعر). أما الاتصال مع وحدة التحكم فيتم عن طريق واجهة تجهيز مرئي VGA و CAN-bus.
كمبيوتر معقد موجود في مقصورة التحكم يتواصل مع نظام الروبوت عن طريق بطاقة MFC.إشارات التحكم بين نظام التحكم والأذرع يتم نقلها باستخدام ما يسمى اتصال DSE - RDW. بطاقة DSE تكون في مركز التحكم، في حين بطاقة RDW تكون في تجويف الروبوت.
أنظمة التحكم لأنواع KRC1 القديمة استخدمت ويندوز 95 لتشغيل برنامج VxWorks-based. المعدات الطرفية يتضمن القرص المضغوط CD-ROM ومحرك القرص ؛ إيثرنت، Profibus، ناقل بيانات داخلي، Devicenet و ASI sockets تتوفر أيضا.
التحكم في نوع KRC2 الاحدث استخدامت نظام التشغيل ويندوز إكس بي. الأنظمة هذه تحتوي على محرك الأقراص المضغوطة ومداخل يو إس بي، وصلة الإيثرنت وميزات اختيارية للاتصال مثل Profibus، Interbus، DeviceNet وProfinet.
معظم الروبوتات تأتي باللونين البرتقالي أو الأسود، ليظهرا بشكل بارز كلون معتمد للشركة.
l[مجال الإنتاج لروبوتات كوكا الصناعية : 

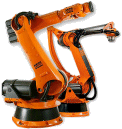
روبوتات كوكاالصناعية

| نوع الحركة        | عدد المحاور | الأهمية                                                                          | مدى الحمولة        |
| ----------------- | ----------- | -------------------------------------------------------------------------------- | ------------------ |
| روبوت واضح        | 6 محاور     | التعامل مع الروبوتات                                                             | 5 حتي 1000 كجم     |
| روبوت واضح        | 6 محاور     | روبوتات قوس اللحام                                                               | 5 إلى 16 كغم       |
| روبوت واضح        | 6 محاور     | روبوت لحام البقعة                                                                | من 100 إلى 240 كجم |
| روبوت واضح        | 6 محاور     | روبوتات مرفوعة على الرفوف (الجرف)، روبوتات التحميل الأعلى لآلات التحميل والتفريغ | 6 حتي 210 كجم      |
| روبوت واضح        | 6 محاور     | روبوت الفولاذ المقاوم للصدأ للتعامل مع الأغذية، وIP67                            | 15 كجم             |
| روبوت واضح        | 6 محاور     | الروبوتات غرف الأبحاث المعقمة                                                    | 16 حتي 500 كجم     |
| روبوت واضح        | 6 محاور     | الروبوتات مقاوم للحرارة لصناعة المسابك                                           | 16 حتي 500 كجم     |
| روبوت واضح        | 6 محاور     | الروبوتات الدهان، ATEX-complian متوافقة للعمل في الأماكن القابلة للانفجار        | 16 كجم             |
| روبوت واضح        | 6 محاور     | الروبوتات مقاوم للحرارة لصناعة المسابك                                           | 16 حتي 500 كجم     |
| روبوت واضح        | 4 محاور     | مكورات الحقائب ومكورات الصناديق                                                  | 40 حتي 1300 كجم    |
| روبوت سكارا SCARA | 4 محاور     | التعامل مع الروبوتات للالتقاط والوضع، عمليات التعبئة والتغليف                    | 5 إلى 10 كغم       |
| روبوت عملاق       | 6 محاور     | روبوتات محمولة لمهام رفع ومناولة المواد تصل إلى 20 متر.                          | 30 إلى 60 كغم      |

## أمثلة على تطبيقات روبوتات كوكا
روبوتات كوكا الصناعية تستخدم في مناولة المواد والشحن والتفريغ من الآلات، التكوير، لحام البقعة ولحام القوس الكهربائي. روبوتات كوكا ظهرت أيضا في عدة من أفلام هوليوود. في فيلم جيمس بوند مت في يوم آخر Die Another Day، في مشهد يصور قصر الجليد في أيسلندا، وكيل الأمن القومي NSA (هالي بيري) يتم تهديده بواسطة روبوتات الليزر (الفيتو). في فيلم شفرة دافنشي Da Vinci Code من اخراج رون هوارد، روبوت كوكا سلّم شخصية توم هانكس Tom Hanks التي لعبها روبرت لانغدون Robert Langdon وعاء يحتوي على الكريبتكس.
في 2001 كوكا طوّرت Robocoaster، وهو أول روبوت صناعي في العالم لنقل الركاب. ويستخدم نمط ركوب قطار الملاهي بمقاعد مرفقة بأذرع ألية ويوفر حركة أفعوانية وهي حركة تشبه تسلسل لاثنين من الركاب من خلال سلسلة من المناورات المبرمجة. وهناك أيضا إمكانية أن اللاعبين أنفسهم يبرمجون حركة قيادتهم وركوبهم.
في عام 2007 أدخلت كوكا جهاز محاكاة، استنادا إلى Robocoaster.

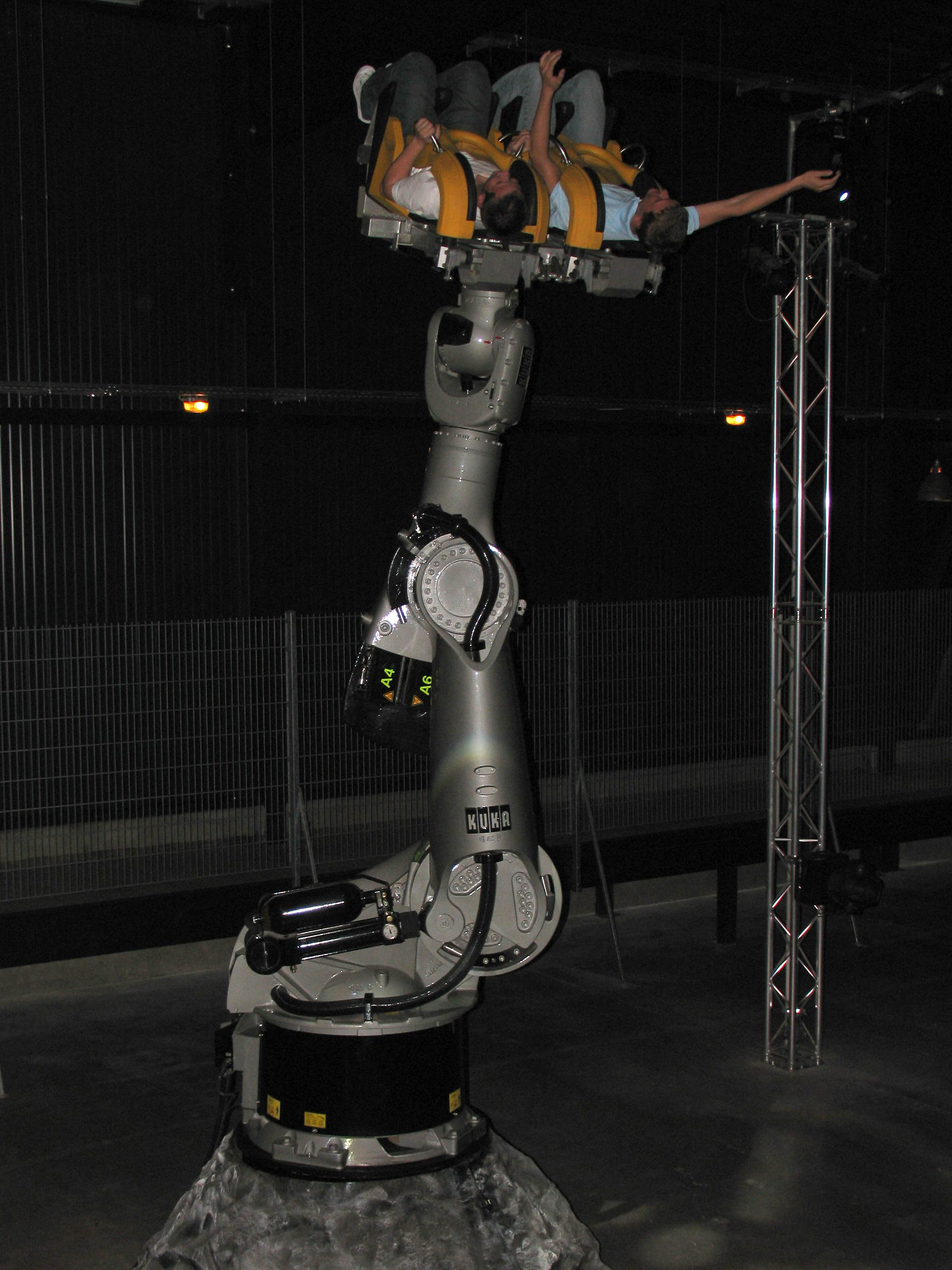
روبوتات Robocoaster وهي من روبوتات كوكا الصناعية تستعمل التقنية للتسلية.

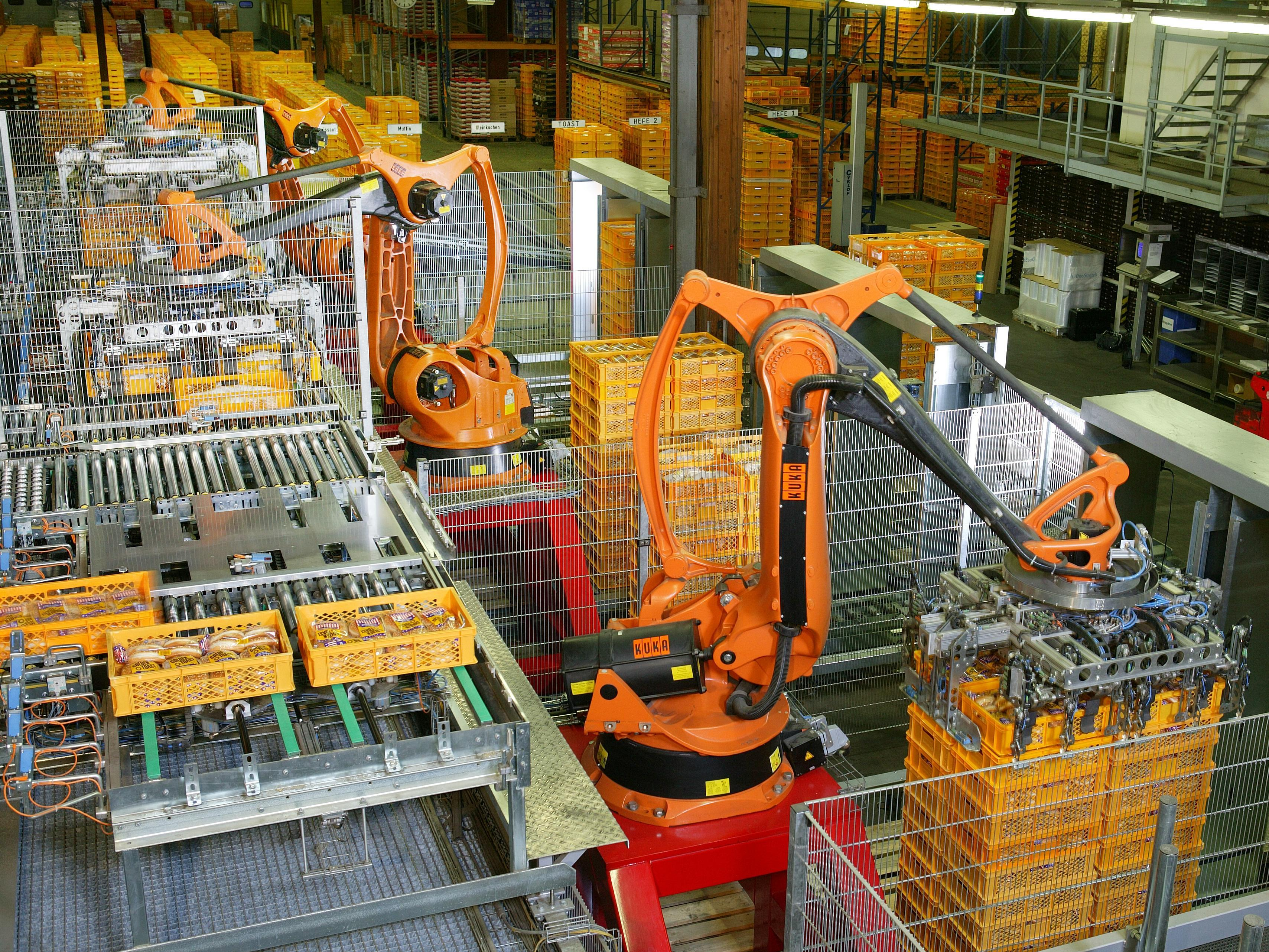
روبوتات غذائية لتكويرالخبز(مخبز)
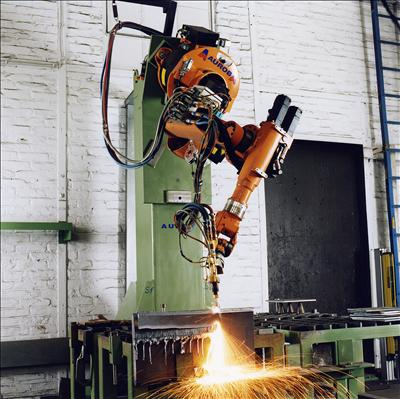
روبوتات تقص أجزاء صلب الجسور
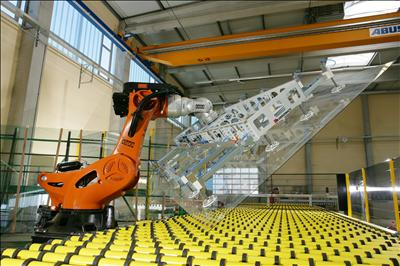
روبوتات كوكا لنقل الزجاج المسطح، والروبوتات الثقيلة مع 1،000 كلغ حمولة
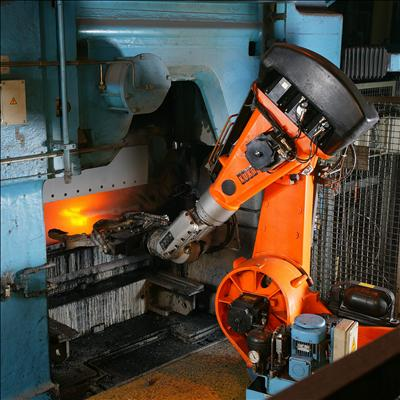
الأتمتة في صناعة المسابك ،روبوتات مقاومة للحرارة